# Probstia astoni
Probstia astoni – gatunek chrząszcza z rodziny biegaczowatych i podrodziny trzyszczowatych.

## Taksonomia
Gatunek ten opisany został w 2010 roku przez Jürgena Wiesnera.

## Opis
Osiągając długość ciała od 7,7 do 8,6 mm jest najmniejszym przedstawicielem rodzaju Probstia. Ubarwienie błyszczące, niebieskawe do fioletowego. Przedplecze okołokwadratowe, o bokach równoległych, umiarkowanie zaokrąglone, łyse. Wzór na pokrywach złożony z małej i okrągławej plamki barkowej, małej i okrągławej kropki przybrzeżnej i małej kropki przedwierzchołkowej. Kropka przybrzeżna i kropki dystalne ułożone w tej samej pozycji, a u niektórych okazów między nimi dodatkowo obecne są dwie małe, żółte kropki.

## Ekologia
Imagines licznie występują od maja do czerwca na ścieżkach, wśród gęstych lasów. Spotykane na ziemi lub w jej pobliżu. Zaniepokojone osobniki odbywają krótkie loty.

## Rozprzestrzenienie
Chrząszcz ten jest endemitem Chin, znanym wyłącznie z Hongkongu. Podawany z Ng Tung Chai, pobliża zbiornika Shing Mun oraz okolicy Ngau Ngak Shan